# Estados Unidos en la Copa Mundial de Fútbol de 2014
La Selección de fútbol de los Estados Unidos fue una de las 32 selecciones que participa en la Copa Mundial de Fútbol de 2014. Esta es su décima participación en mundiales y séptima consecutiva desde Italia 1990.

## Clasificación
Estados Unidos ingresó directamente en la Tercera ronda de las eliminatorias por ser una de las 6 selecciones de la Concacaf mejor ubicadas en el ranking mundial FIFA de marzo de 2011. Compartió el grupo A junto a Jamaica, Guatemala y Antigua y Barbuda terminó en primer lugar y clasificó para la Cuarta ronda (Hexagonal final) de las eliminatorias.
En el Hexagonal Final terminó su participación en las eliminatorias en primer lugar. Previamente Estados Unidos ya había asegurado su presencia en el mundial, con dos partidos de antelación, al ganarle a México por 2 - 0  el 10 de septiembre de 2013.

### Tercera ronda
| Equipo            | Pts | PJ | PG | PE | PP | GF | GC | Dif |
| ----------------- | --- | -- | -- | -- | -- | -- | -- | --- |
| Estados Unidos    | 13  | 6  | 4  | 1  | 1  | 11 | 6  | 5   |
| Jamaica           | 10  | 6  | 3  | 1  | 2  | 9  | 6  | 3   |
| Guatemala         | 10  | 6  | 3  | 1  | 2  | 9  | 8  | 1   |
| Antigua y Barbuda | 1   | 6  | 0  | 1  | 5  | 4  | 13 | -9  |

| Fecha                    | Lugar               |                   |                              | Resultado |                              |                   |
| ------------------------ | ------------------- | ----------------- | ---------------------------- | --------- | ---------------------------- | ----------------- |
| 8 de junio de 2012       | Tampa               | Estados Unidos    | Bandera de Estados Unidos    | 3:1 (2:0) | Bandera de Antigua y Barbuda | Antigua y Barbuda |
| 12 de junio de 2012      | Ciudad de Guatemala | Guatemala         | Bandera de Guatemala         | 1:1 (0:1) | Bandera de Estados Unidos    | Estados Unidos    |
| 7 de septiembre de 2012  | Kingston            | Jamaica           | Bandera de Jamaica           | 2:1 (1:1) | Bandera de Estados Unidos    | Estados Unidos    |
| 11 de septiembre de 2012 | Columbus            | Estados Unidos    | Bandera de Estados Unidos    | 1:0 (0:0) | Bandera de Jamaica           | Jamaica           |
| 12 de octubre de 2012    | Saint John          | Antigua y Barbuda | Bandera de Antigua y Barbuda | 1:2 (1:1) | Bandera de Estados Unidos    | Estados Unidos    |
| 16 de octubre de 2012    | Kansas City         | Estados Unidos    | Bandera de Estados Unidos    | 3:1 (3:1) | Bandera de Guatemala         | Guatemala         |

### Cuarta ronda (Hexagonal final)
| Equipo         | Pts | PJ | PG | PE | PP | GF | GC | Dif |
| -------------- | --- | -- | -- | -- | -- | -- | -- | --- |
| Estados Unidos | 22  | 10 | 7  | 1  | 2  | 15 | 8  | 7   |
| Costa Rica     | 18  | 10 | 5  | 3  | 2  | 13 | 7  | 6   |
| Honduras       | 15  | 10 | 4  | 3  | 3  | 13 | 12 | 1   |
| México         | 11  | 10 | 2  | 5  | 3  | 7  | 9  | -2  |
| Panamá         | 8   | 10 | 1  | 5  | 4  | 10 | 14 | -4  |
| Jamaica        | 5   | 10 | 0  | 5  | 5  | 5  | 13 | -8  |

| Fecha                    | Lugar            |                |                           | Resultado |                           |                |
| ------------------------ | ---------------- | -------------- | ------------------------- | --------- | ------------------------- | -------------- |
| 6 de febrero de 2013     | San Pedro Sula   | Honduras       | Bandera de Honduras       | 2:1 (1:1) | Bandera de Estados Unidos | Estados Unidos |
| 22 de marzo de 2013      | Commerce City    | Estados Unidos | Bandera de Estados Unidos | 1:0 (1:0) | Bandera de Costa Rica     | Costa Rica     |
| 26 de marzo de 2013      | Ciudad de México | México         | Bandera de México         | 0:0       | Bandera de Estados Unidos | Estados Unidos |
| 7 de junio de 2013       | Kingston         | Jamaica        | Bandera de Jamaica        | 1:2 (0:1) | Bandera de Estados Unidos | Estados Unidos |
| 11 de junio de 2013      | Seattle          | Estados Unidos | Bandera de Estados Unidos | 2:0 (1:0) | Bandera de Panamá         | Panamá         |
| 18 de junio de 2013      | Sandy            | Estados Unidos | Bandera de Estados Unidos | 1:0 (0:0) | Bandera de Honduras       | Honduras       |
| 6 de septiembre de 2013  | San José         | Costa Rica     | Bandera de Costa Rica     | 3:1 (2:1) | Bandera de Estados Unidos | Estados Unidos |
| 10 de septiembre de 2013 | Columbus         | Estados Unidos | Bandera de Estados Unidos | 2:0 (0:0) | Bandera de México         | México         |
| 11 de octubre de 2013    | Kansas City      | Estados Unidos | Bandera de Estados Unidos | 2:0 (0:0) | Bandera de Jamaica        | Jamaica        |
| 15 de octubre de 2013    | Ciudad de Panamá | Panamá         | Bandera de Panamá         | 2:3 (1:0) | Bandera de Estados Unidos | Estados Unidos |

### Goleadores
| Jugador               | Goles | PJ |
| --------------------- | ----- | -- |
| Clint Dempsey         | 8     | 14 |
| Eddie Johnson         | 4     | 10 |
| Jozy Altidore         | 4     | 13 |
| Carlos Bocanegra      | 2     | 5  |
| Herculez Gómez        | 2     | 8  |
| Graham Zusi           | 2     | 12 |
| Michael Orozco Fiscal | 1     | 2  |
| Aron Jóhannsson       | 1     | 3  |
| Landon Donovan        | 1     | 5  |
| Brad Evans            | 1     | 5  |

## Preparación

### Campamento base
En octubre de 2013 el técnico de la selección estadounidense, Jürgen Klinsmann, anunció que Estados Unidos permanecerá en la ciudad de São Paulo durante su participación en la copa mundial de Brasil. El anunció se hizo luego de que los norteamericanos asegurasen su boleto para el mundial en el hexagonal final de la Concacaf.
La delegación de Estados Unidos se hospedará en el Tivoli São Paulo Motarrej ubicado a 30 kilómetros del Aeropuerto Internacional de São Paulo-Guarulhos, mientras que los jugadores realizarán los entrenamientos en el Centro de Entrenamiento Frederico Germano Menzen conocido como Barra Funda y propiedad del club São Paulo.
La selección de Estados Unidos visitó su centro de entrenamientos en Sao Paulo, en la segunda mitad de enero de 2014, durante 10 días como preparación para su partido amistoso del 1 de febrero ante Corea del Sur.

### Amistosos previos
| 15 de noviembre de 2013 | Escocia | 0:0     | Estados Unidos | Hampden Park, Glasgow                                      |                                                            |
|                         |         | Reporte |                | Asistencia: 21.079 espectadores Árbitro(s): Michael Oliver | Asistencia: 21.079 espectadores Árbitro(s): Michael Oliver |

| 19 de noviembre de 2013 | Austria   | 1:0 (1:0) | Estados Unidos | Estadio Ernst Happel, Wien                            |                                                       |
|                         | Janko 33' | Reporte   |                | Asistencia: 20.200 espectadores Árbitro(s): Istan Vad | Asistencia: 20.200 espectadores Árbitro(s): Istan Vad |

| 1 de febrero de 2014 | Estados Unidos     | 2:0 (1:0) | Suecia | The Home Depot Center, Carson                         |                                                       |
|                      | Wondolowski 4' 60' | Reporte   |        | Asistencia: 27.000 espectadores Árbitro(s): Hugo Cruz | Asistencia: 27.000 espectadores Árbitro(s): Hugo Cruz |

| 5 de marzo de 2014 | Ucrania                    | 2:0 (1:0) | Estados Unidos | Estadio Antonis Papadopoulos, Larnaca                       |                                                             |
|                    | Yarmolenko 12' · Devic 68' | Reporte   |                | Asistencia: 1.573 espectadores Árbitro(s): Leontios Trattou | Asistencia: 1.573 espectadores Árbitro(s): Leontios Trattou |

| 2 de abril de 2014 | Estados Unidos                | 2:2 (2:0) | México                   | Estadio de la Universidad de Phoenix, Glendale             |                                                            |
|                    | Bradley 15' · Wondolowski 28' | Reporte   | Márquez 49' · Pulido 67' | Asistencia: 59.066 espectadores Árbitro(s): Roberto Moreno | Asistencia: 59.066 espectadores Árbitro(s): Roberto Moreno |

| 27 de mayo de 2014 | Estados Unidos                | 2:0 (0:0) | Azerbaiyán | Candlestick Park, San Francisco                            |                                                            |
|                    | Diskerud 75' · Jóhannsson 81' | Reporte   |            | Asistencia: 24,688 espectadores Árbitro(s): Henry Bejarano | Asistencia: 24,688 espectadores Árbitro(s): Henry Bejarano |

| 1 de junio de 2014 | Estados Unidos            | 2:1 (1:0) | Turquía         | Red Bull Arena, Harrison                                |                                                         |
|                    | Johnson 26' · Dempsey 52' | Reporte   | İnan 90' (pen.) | Asistencia: 26,762 espectadores Árbitro(s): Slim Jedidi | Asistencia: 26,762 espectadores Árbitro(s): Slim Jedidi |

| 7 de junio de 2014 | Estados Unidos   | 2:1 (1:0) | Nigeria          | EverBank Field, Jacksonville                                 |                                                              |
|                    | Altidore 32' 68' | Reporte   | Moses 86' (pen.) | Asistencia: 52,033 espectadores Árbitro(s): Mark Clattenburg | Asistencia: 52,033 espectadores Árbitro(s): Mark Clattenburg |

## Lista de jugadores
El 12 de mayo de 2014, el entrenador de la selección estadounidense Jürgen Klinsmann anunció la lista provisional de 30 jugadores. Diez días después Klinsmann dio baja a 7 jugadores y dio a conocer la lista definitiva de 23 jugadores, la sorpresa fue el descarte de Landon Donovan.
| #     | Nombre            |                  | Posición         | Edad             | PJ Sel           | G                | Club                     |
| ----- | ----------------- | ---------------- | ---------------- | ---------------- | ---------------- | ---------------- | ------------------------ |
| 1     | Tim Howard        |                  | Portero          | 35               | -                | -                | Everton                  |
| 2     | DeAndre Yedlin    |                  | Defensa          | 20               | -                | -                | Seattle Sounders         |
| 3     | Omar González     |                  | Defensa          | 25               | -                | -                | Los Angeles Galaxy       |
| 4     | Michael Bradley   |                  | Centrocampista   | 26               | -                | -                | Toronto                  |
| 5     | Matt Besler       |                  | Defensa          | 27               | -                | -                | Sporting Kansas City     |
| 6     | John Brooks       |                  | Defensa          | 21               | -                | -                | Hertha Berlín            |
| 7     | Damarcus Beasley  |                  | Defensa          | 32               | -                | -                | Houston Dynamo           |
| 8     | Clint Dempsey     |                  | Delantero        | 31               | -                | -                | Seattle Sounders         |
| 9     | Aron Jóhannsson   |                  | Delantero        | 23               | -                | -                | AZ                       |
| 10    | Mikkel Diskerud   |                  | Centrocampista   | 23               | -                | -                | Rosenborg BK             |
| 11    | Alejandro Bedoya  |                  | Centrocampista   | 27               | -                | -                | Nantes                   |
| 12    | Brad Guzan        |                  | Portero          | 29               | -                | -                | Aston Villa              |
| 13    | Jermaine Jones    |                  | Centrocampista   | 32               | -                | -                | Beşiktaş                 |
| 14    | Brad Davis        |                  | Centrocampista   | 32               | -                | -                | Houston Dynamo           |
| 15    | Kyle Beckerman    |                  | Centrocampista   | 32               | -                | -                | Real Salt Lake           |
| 16    | Julian Green      |                  | Centrocampista   | 19               | -                | -                | Bayern Múnich            |
| 17    | Jozy Altidore     |                  | Delantero        | 24               | -                | -                | Sunderland               |
| 18    | Chris Wondolowski |                  | Delantero        | 31               | -                | -                | San Jose Earthquakes     |
| 19    | Graham Zusi       |                  | Centrocampista   | 27               | -                | -                | Sporting Kansas City     |
| 20    | Geoff Cameron     |                  | Defensa          | 28               | -                | -                | Stoke City               |
| 21    | Tim Chandler      |                  | Defensa          | 24               | -                | -                | Eintracht Frankfurt      |
| 22    | Nick Rimando      |                  | Portero          | 34               | -                | -                | Real Salt Lake           |
| 23    | Fabian Johnson    |                  | Defensa          | 26               | -                | -                | Borussia Mönchengladbach |
| D. T. | Jürgen Klinsmann  | Jürgen Klinsmann | Jürgen Klinsmann | Jürgen Klinsmann | Jürgen Klinsmann | Jürgen Klinsmann | Jürgen Klinsmann         |

Los siguientes jugadores formaron parte de la lista preliminar de 30 pero fueron descartados por el entrenador Jürgen Klinsmann al momento de elaborar la lista definitiva de 23.
| Nombre           | Posición       | Edad | PJ Sel | G | Club                 |
| ---------------- | -------------- | ---- | ------ | - | -------------------- |
| Brad Evans       | Defensa        | 29   | -      | - | Seattle Sounders     |
| Clarence Goodson | Defensa        | 32   | -      | - | San Jose Earthquakes |
| Joe Corona       | Centrocampista | 23   | -      | - | Tijuana              |
| Maurice Edu      | Centrocampista | 28   | -      | - | Philadelphia Union   |
| Terrence Boyd    | Delantero      | 23   | -      | - | Rapid Viena          |
| Landon Donovan   | Delantero      | 32   | -      | - | Los Angeles Galaxy   |

## Participación

### Grupo G
| Equipo         | Pts | PJ | PG | PE | PP | GF | GC | Dif |
| -------------- | --- | -- | -- | -- | -- | -- | -- | --- |
| Alemania       | 7   | 3  | 2  | 1  | 0  | 7  | 2  | 5   |
| Estados Unidos | 4   | 3  | 1  | 1  | 1  | 4  | 4  | 0   |
| Portugal       | 4   | 3  | 1  | 1  | 1  | 4  | 7  | -3  |
| Ghana          | 1   | 3  | 0  | 1  | 2  | 4  | 6  | -2  |

| 16 de junio de 2014, 19:00 | Ghana    | 1:2 (0:1) | Estados Unidos          | Estadio Arena das Dunas, Natal |                            |
|                            | Ayew 81' | Reporte   | Dempsey 1' · Brooks 85' | Árbitro(s): Jonas Eriksson     | Árbitro(s): Jonas Eriksson |

| 22 de junio de 2014, 19:00 | Estados Unidos          | 2:2 (0:1) | Portugal               | Arena da Amazônia, Manaus |                           |
|                            | Jones 63' · Dempsey 80' | Reporte   | Nani 4' · Varela 90+4' | Árbitro(s): Néstor Pitana | Árbitro(s): Néstor Pitana |

| 26 de junio de 2014, 13:00 | Estados Unidos | 0:1 (0:0) | Alemania   | Estadio Arena Pernambuco, Recife |                             |
|                            |                | Reporte   | Müller 54' | Árbitro(s): Ravshan Irmatov      | Árbitro(s): Ravshan Irmatov |

### Octavos de final
| 1 de julio de 2014, 17:00 | Bélgica                     | 2:1 (0:0, 2:0) | Estados Unidos | Arena Fonte Nova, Salvador  |                             |
|                           | De Bruyne 92' · Lukaku 104' | Reporte        | Green 106'     | Árbitro(s): Djamel Haimoudi | Árbitro(s): Djamel Haimoudi |

## Estadísticas

### Participación de jugadores
| #  | Pos        | Jugador       | PJ (T/S) | Minutos Jugados | Goles recibidos | Atajos | Tarjetas Amarillas | Doble Tarjeta Amarilla y Roja | Tarjetas Rojas |
| -- | ---------- | ------------- | -------- | --------------- | --------------- | ------ | ------------------ | ----------------------------- | -------------- |
| 1  | Guardameta | Tim Howard 2° | 4 (4/0)  | 390'            | 6               | 27     | 0                  | 0                             | 0              |
| 12 | Guardameta | Brad Guzan    | -        | -               | -               | -      | -                  | -                             | -              |
| 22 | Guardameta | Nick Rimando  | -        | -               | -               | -      | -                  | -                             | -              |

| #  | Pos            | Jugador           | PJ (T/S) | Minutos Jugados | (P) | Asistencias | Tarjetas Amarillas | Doble Tarjeta Amarilla y Roja | Tarjetas Rojas |
| -- | -------------- | ----------------- | -------- | --------------- | --- | ----------- | ------------------ | ----------------------------- | -------------- |
| 2  | Defensa        | DeAndre Yedlin    | 3 (0/3)  | 112'            | 0   | 0           | 0                  | 0                             | 0              |
| 3  | Defensa        | Omar González     | 3 (2/1)  | 211'            | 0   | 0           | 1                  | 0                             | 0              |
| 4  | Centrocampista | Michael Bradley   | 4 (4/0)  | 390'            | 0   | 1           | 0                  | 0                             | 0              |
| 5  | Defensa        | Matt Besler       | 4 (4/0)  | 346'            | 0   | 0           | 0                  | 0                             | 0              |
| 6  | Defensa        | John Brooks       | 1 (0/1)  | 45'             | 1   | 0           | 0                  | 0                             | 0              |
| 7  | Defensa        | Damarcus Beasley  | 4 (4/0)  | 390'            | 0   | 0           | 0                  | 0                             | 0              |
| 8  | Delantero      | Clint Dempsey     | 4 (4/0)  | 390'            | 2   | 0           | 0                  | 0                             | 0              |
| 9  | Delantero      | Aron Jóhannsson   | 1 (0/1)  | 67'             | 0   | 0           | 0                  | 0                             | 0              |
| 10 | Centrocampista | Mikkel Diskerud   | 0 (0/0)  | 0'              | 0   | 0           | 0                  | 0                             | 0              |
| 11 | Centrocampista | Alejandro Bedoya  | 4 (3/1)  | 270'            | 0   | 0           | 0                  | 0                             | 0              |
| 13 | Centrocampista | Jermaine Jones    | 4 (4/0)  | 390'            | 1   | 1           | 0                  | 0                             | 0              |
| 14 | Centrocampista | Brad Davis        | 1 (0/1)  | 59'             | 0   | 0           | 0                  | 0                             | 0              |
| 15 | Centrocampista | Kyle Beckerman    | 3 (3/0)  | 270'            | 0   | 0           | 0                  | 0                             | 0              |
| 16 | Centrocampista | Julian Green      | 1 (0/1)  | 16'             | 1   | 0           | 0                  | 0                             |                |
| 17 | Delantero      | Jozy Altidore     | 1 (1/0)  | 22'             | 0   | 0           | 0                  | 0                             | 0              |
| 18 | Delantero      | Chris Wondolowski | 2 (0/2)  | 21'             | 0   | 0           | 0                  | 0                             | 0              |
| 19 | Centrocampista | Graham Zusi       | 4 (3/1)  | 274'            | 0   | 2           | 0                  | 0                             | 0              |
| 20 | Defensa        | Geoff Cameron     | 3 (3/0)  | 270'            | 0   | 0           | 0                  | 0                             | 0              |
| 21 | Defensa        | Tim Chandler      | 0 (0/0)  | 0'              | 0   | 0           | 0                  | 0                             | 0              |
| 23 | Defensa        | Fabian Johnson    | 4 (4/0)  | 302'            | 0   | 0           | 0                  | 0                             | 0              |